# 佩什吕纳
佩什吕纳（法語：Pech-Luna，法語發音：[pɛʃ lyna] ⓘ）是法国奥德省的一个市镇，属于卡尔卡松区。

## 地理
佩什吕纳（43°13'0"N, 1°50'34"E）面积6.57 平方千米，位于法国奧克西塔尼大區奥德省，该省份为法国南部沿海省份，北起塔恩省，西北接上加龙省，西接阿列日省，南至东比利牛斯省，东临地中海，东北与埃罗省接壤。
与佩什吕纳接壤的市镇（或旧市镇、城区）包括：贝尔佩什、卡于扎克、加雅拉塞尔沃、迈尔维尔、佩沙里克和勒皮、圣塞尔南。
佩什吕纳的时区为UTC+01:00、UTC+02:00（夏令时）。

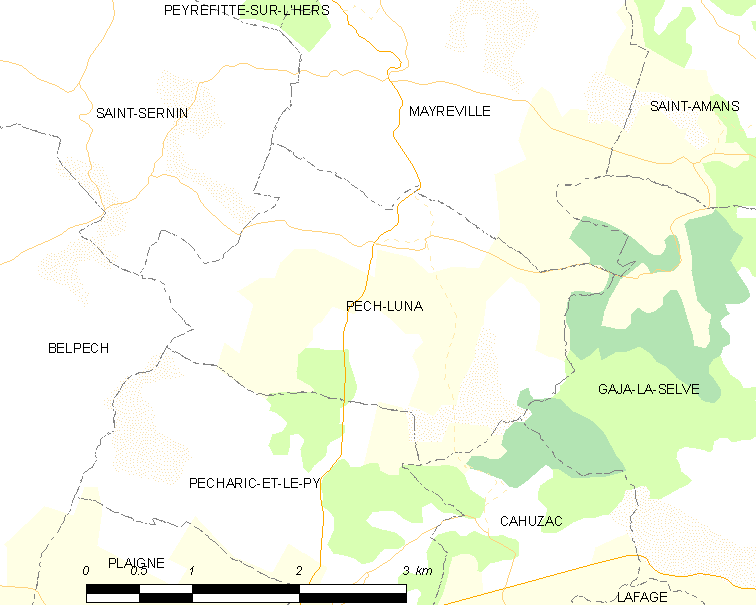
佩什吕纳的OSM定位图

## 行政
佩什吕纳的邮政编码为11420，INSEE市镇编码为11278。

## 政治
佩什吕纳所属的省级选区为拉皮耶日欧拉泽斯县。

## 人口

1962-2008年间佩什吕纳人口变化图示

佩什吕纳于2022年1月1日时的人口数量为76人。